# 全球工会联合会
全球工会联合会（global union federation，GUF）是指多個國家的某些行业中组织起来的工会所共同組建的國際性的工會联合会。有不少工会同時會加入多个不同的全球工会联合会。